# Svartgölen (Nydala socken, Småland, 634611-141558)
Svartgölen är en sjö i Värnamo kommun i Småland och ingår i Lagans huvudavrinningsområde.